# Cabañas Raras
Cabañas Raras – gmina w Hiszpanii, w prowincji León, w Kastylii i León, o powierzchni 19,11 km². W 2011 roku gmina liczyła 1316 mieszkańców.